# Cliona jullieni
Cliona jullieni är en svampdjursart som beskrevs av Topsent 1891. Cliona jullieni ingår i släktet Cliona och familjen borrsvampar.
Artens utbredningsområde är havet kring Réunion. Inga underarter finns listade i Catalogue of Life.